# Nina Hemmer
Nina Hemmer (* 16. Februar 1993 in Köln) ist eine deutsche Ringerin. Sie ist mehrmalige deutsche Meisterin, Olympiateilnehmerin und gewann Medaillen bei internationalen Meisterschaften.

## Werdegang
Nina Hemmer begann als Kind mit Turnen und wechselte 2003 zum Ringen, als sie von einem Bruder zum Ringertraining mitgenommen wurde und daran gleich Gefallen fand. Sie ist Angehörige des AC Ückerath und trainiert im Leistungszentrum des nordrhein-westfälischen Ringerverbandes Ückerath/Dormagen. Ihr Trainer ist Heinz Schmitz. Seit sie der deutschen Nationalmannschaft angehört, kommt Bundestrainer Jörg Helmdach hinzu. Sie ist Schülerin mit Fachhochschulreife.
Ihr erster großer Erfolg war der Gewinn der deutschen Jugendmeisterschaft (international: Juniorinnen-Cadets) im Jahre 2007 in der Gewichtsklasse bis 34 kg Körpergewicht. 2008 belegte sie bei dieser Meisterschaft in der Gewichtsklasse bis 43 kg KG den 3. Platz und 2009 in der Gewichtsklasse bis 46 kg den 2. Platz. Ihren größten Erfolg als Juniorenringerin auf der internationalen Ringermatte feierte Nina Hemmer im Jahre 2009, als sie bei der Junioren-Europameisterschaft (Cadets) in Zrenjanin in der Gewichtsklasse bis 46 kg KG hinter ihrer niederländischen Trainingspartnerin Jessica Blaszka den 2. Platz belegte.
Im Jahre 2011 wurde sie deutsche Meisterin bei den Erwachsenen in der Gewichtsklasse bis 48 kg vor Jasmin Sefidroudi, TV Aachen-Walheim und Annika Hofmann, RSV Frankfurt (Oder). Sie wurde daraufhin vom deutschen Ringerverband bei der Europameisterschaft in Dortmund eingesetzt und überraschte mit sehr guten Leistungen. Sie besiegte dort Sanela Mehmedovic aus Österreich, unterlag dann gegen Kristina Daranusa aus der Ukraine, siegte über Gratsiela Dragojewa aus Bulgarien und Mélanie Lesaffre aus Frankreich und verlor im Kampf um die EM-Bronzemedaille gegen Cristina Croitoru aus Rumänien. Mit dem 5. Platz erreichte sie aber ein hervorragendes Ergebnis. Danach gewann sie bei den internationalen Juniorenmeisterschaften zwei Medaillen. In Zrenjanin kam sie bei der Junioren-Europameisterschaft auf den 2. Platz und bei der Junioren-Weltmeisterschaft in Bukarest belegte sie den 3. Platz, beide Male in der Gewichtsklasse bis 48 kg.
2012 wurde Nina Hemmer wieder deutsche Meisterin, dieses Mal aber in der Gewichtsklasse bis 51 kg. Sie siegte dabei vor Luisa Niemesch aus Weingarten, Katrin Henke aus Torgelow und Eva Sauer aus Schifferstadt. Bei der Europameisterschaft in Belgrad wurde vom Deutschen Ringerbund aber die erfahrene Alexandra Engelhardt in der olympischen Gewichtsklasse bis 48 kg eingesetzt. Diese gewann dort eine Medaille und qualifizierte sich später auch für die Olympischen Spiele. Dadurch wurde der Weg zu den Olympischen Spielen in London für Nina Hemmer versperrt. Sie zeigte jedoch keinerlei Resignation und gewann im Juni 2012 in Zagreb in überlegenem Stil den Titel bei der Junioren-Europameisterschaft in der Gewichtsklasse bis 51 kg. Im Finale bezwang sie dabei die Weltmeisterschafts-Dritte bei den Damen aus dem Jahre 2011 Patimat Bagomedowa aus Aserbaidschan.
2013 gewann sie bei der Junioren-Europameisterschaft in Skopje in der Gewichtsklasse bis 51 kg hinter Patimat Bagomedowa und Stalwira Orschusch, Russland, eine Bronzemedaille. Bei der Junioren-Weltmeisterschaft dieses Jahres in Sofia kam sie zu einem Sieg über Wladlena Widrenko aus Belarus, unterlag aber in ihrem nächsten Kampf gegen Patimat Bagomedow. Da diese das Finale nicht erreichte, schied sie aus und belegte den 8. Platz. Nina Hemmer war im September 2013 auch noch bei der Weltmeisterschaft der Damen in Budapest am Start. Sie unterlag dabei in der Gewichtsklasse bis 51 kg gegen die starke Julija Blahynja aus der Ukraine knapp nach Punkten (12 Runden, 3:3 Punkte). Da auch Julija Blahynja das Finale nicht erreichte, schied sie nach diesem Kampf auf und kam auf den 15. Platz.
Im Dezember 2013 war sie in Calgary/Kanada bei den Nordhagen-Classics am Start. Sie belegte dort den 3. Platz.
Danach war Nina Hemmer sieben Monate verletzt (u. a. Kreuzbandriss). Ihren ersten Start nach ihrer schweren Verletzung absolvierte sie Anfang Juli 2014 beim Großen Preis von Spanien in Madrid in der Gewichtsklasse bis 48 kg, in der sie künftig starten wird, weil die Gewichtsklasse bis 51 kg, in der sie bisher meist startete, vom Ringer-Weltverband FILA gestrichen wurde. In Madrid gewann sie und verlor sie jeweils zwei Kämpfe und belegte einen guten 5. Platz.
In ihrer weiteren Karriere wechselten sich bemerkenswerte Erfolge mit großen Enttäuschungen ab. 2016 und 2017 gewann sie bei den Europameisterschaften jeweils eine Bronzemedaille. 2016 qualifizierte sie sich in Zrenjanin mit einem 2. Platz für die Teilnahme an den Olympischen Spielen in Rio de Janeiro. Sie besiegte dabei mit Wanessa Kaladschinskaja, Maria Prevolaraki und Julija Blahynja drei Weltklasseringerinnen. Beim Olympiaturnier in Rio schied sie jedoch schon in der 1. Runde nach einer Niederlage gegen die Chinesin Zhong Xuechan aus. Auch bei der Weltmeisterschaft 2017 in Paris und bei der Europameisterschaft 2018 in Kaspiisk schied Nina Hemmer durch Niederlagen in der 1. Runde frühzeitig aus.
Einen großen Erfolg feierte sie bei der Militär-Weltmeisterschaft im Mai 2018 in Moskau. Sie siegte dort in der Gewichtsklasse bis 53 kg gegen Otgonjargal Ganbaatar aus der Mongolei, Tatjana Waransowa, Aserbaidschan, Milana Dadaschewa, Russland und Liao Ring aus China und wurde damit Militär-Weltmeisterin. Bei der Weltmeisterschaft in Budapest schulterte Nina Hemmer in ihrem ersten Kampf die amtierende Weltmeisterin Wanessa Kaladschinskaja, unterlag aber in ihrem nächsten Kampf gegen die Kanadierin Diana Weicker. Da diese das Finale nicht erreicht, schied sie aus und kam auf den 8. Platz.
Im Juni 2019 startete Nina Hemmer bei den Europaspielen in Minsk in der Gewichtsklasse bis 53 kg. Sie besiegte dort u. a. erneut Wanessa Kaladschinskaja, unterlag aber im Halbfinale gegen die sich in Überform befindende Sofia Mattsson. In der Trostrunde sicherte sie sich aber mit einem Sieg über die Türkin Zeynep Yetgil eine Bronzemedaille. Beim „Yasar-Dogu“-Memorial im Juli dieses Jahres in Istanbul unterlag sie zwar gegen die starke Inderin Vinesh Vinesh, sicherte sich danach aber mit Siegen über die russische Meisterin von 2016 Natalja Malyschewa und die Ukrainerin Irina Husjak noch eine Bronzemedaille.

## Internationale Erfolge
| Jahr | Platz | Wettbewerb                                             | Gewichtsklasse | Ergebnis |
| 2008 | 7.    | Junioren-EM (Cadets) in Daugavpils                     | bis 43 kg      | Siegerin: Marzigat Bagomedowa, Russland vor Vanessa Kaladschinskaja, Belarus |
| 2009 | 1.    | Fila-Junioren-Turnier in Wolfurt/Österreich            | bis 46 kg      | nach Siegen über P. Siwek, Polen, M. Zandomeneghi, Italien u. A. Sadowska, Polen |
| 2009 | 3.    | Großer Preis von Deutschland (Juniorinnen) in Dormagen | bis 46 kg      | hinter Jessica Blaszka, Niederlande u. Nurgujana Sorkomowa, Russland |
| 2009 | 2.    | Junioren-EM (Cadets) in Zrenjanin                      | bis 46 kg      | nach Siegen über Cristina Baciu, Rumänien, Petra Olli, Finnland u. Sara Jezierzanska, Polen u. einer Niederlage gegen Jessica Blaszka                                                                                 |
| 2009 | 2.    | Intern. Juniorinnen-Turnier in Götzis/Österreich       | bis 46 kg      | hinter Hafize Sahin, Türkei |
| 2010 | 2.    | Großer Preis von Deutschland (Juniorinnen) in Dormagen | bis 49 kg      | hinter Jenny Singer, Deutschland, vor Anastasia Burdenkowa, Russland |
| 2010 | 10.   | Junioren-EM (Cadets) in Sarajevo                       | bis 49 kg      | Siegerin: Kamala Alijewa, Aserbaidschan vor Oksana Herhel, Ukraine |
| 2011 | 5.    | EM in Dortmund                                         | bis 48 kg      | nach Sieg über Sanela Mehmedovic, Österreich, Niederlage gegen Kristina Daranusa, Ukraine, Siegen über Gratsiela Dragojewa, Bulgarien u. Mélanie Lesaffre, Frankreich u. Niederlage gegen Cristina Croitoru, Rumänien |
| 2011 | 2.    | Junioren-EM in Zrenjanin                               | bis 48 kg      | nach Siegen über Victoria Jepsson, Schweden, Julia Leorda, Moldawien, Alina Vuc, Rumänien und Jessica Blaszka und einer Punktniederlage (3:7, 0:6) gegen Tatjana Samkowa, Russland                                    |
| 2011 | 3.    | Junioren-WM in Bukarest                                | bis 48 kg      | nach einem Schultersieg im Kampf um den 3. Platz über Victoria Anthony, USA |
| 2012 | 5.    | Dan Kolow-Nikola Petrow-Tournament in Sofia            | bis 48 kg      | hinter Vanessa Boubryemm, Frankreich, Sarianne Savola, Finnland, Mélanie Lesaffre, Frankreich und Viktoria Jeppsspon, Schweden                                                                                        |
| 2012 | 3.    | Intern. Ukrainian Tournament in Kiew                   | bis 48 kg      | hinter Maria Stadnik, Aserbaidschan und Irina Melnik-Merleni, Ukraine, gemeinsam mit Ljudmila Baluschka, Ukraine |
| 2012 | 2.    | Großer Preis von Deutschland in Dormagen               | bis 51 kg      | hinter Patricia Bermudez, Argentinien, vor Patimat Bagomedowa, Aserbaidschan und Katrin Henke, Deutschland |
| 2012 | 1.    | Junioren-EM in Zagreb                                  | bis 51 kg      | nach Siegen über Elena Turcan, Moldawien, Stalwira Orschusch, Russland, Paula Kozlov, Polen und Pati Bagomedowa, Aserbaidschan                                                                                        |
| 2012 | 5.    | Junioren-WM in Pattaya                                 | bis 51 kg      | hinter Erchembajaryn Dawaatschimeg, Mongolei, Merve Kenger, Türkei, Lilija Horischna, Ukraine und Ang Chunling, China                                                                                                 |
| 2013 | 5.    | Flatz-Open in Wolfurt                                  | bis 55 kg      | hinter Emese Barka, Ungarn, Katarzyna Krawczyk, Polen, Katrin Henke und Laura Mertens, beide Deutschland |
| 2013 | 5.    | Klippen-Lady-Open                                      | bis 55 kg      | hinter Sofia Mattsson, Schweden, Sarah Hildebrandt, USA, Nadeschda Tretjakowa, Russland und Rumi Hirose, Japan |
| 2013 | 1.    | Freidenfels-Junioren-Cup in Riga                       | bis 51 kg      | vor Kristina Yalowenko, Kasachstan und Sylwia Szulc, Polen |
| 2013 | 3.    | Freidenfels-Junioren-Cup in Riga                       | bis 55 kg      | hinter Natalja Kausumowa, Belarus und Swetlana Lamaschewich, Belarus |
| 2013 | 5.    | Großer Preis von Deutschland in Dormagen               | bis 51 kg      | hinter Kristina Yalowenko, Jessica MacDonald, Kanada, Burca Kebic, Türkei und Mélanie Lesaffre, Frankreich |
| 2013 | 3.    | Junioren-EM in Skopje                                  | bis 51 kg      | hinter Patimat Bagomedowa und Stalwira Orschusch, Russland |
| 2013 | 8.    | Junioren-WM in Sofia                                   | bis 51 kg      | nach einem Sieg über Wladlena Widrenko, Belarus und einer Niederlage gegen Patimat Bagomedowa |
| 2013 | 15.   | WM in Budapest                                         | bis 51 kg      | nach einer Niederlage gegen Julija Blahynja, Ukraine (1:2 Runden, 3:3 Punkte) |
| 2013 | 3.    | Nordhagen-Classics in Calgary/Kanada                   | bis 51 kg      | hinter Miyu Yamamoto, Japan und Patricia Bermudez, Argentinien |
| 2014 | 5.    | Großer Preis von Spanien in Madrid                     | bis 48 kg      | hinter Iwona Matkowska, Polen, Victoria Anthony und Alyssa Lampe, beide USA und Walerija Tschepsarakowa, Russland |
| 2015 | 7.    | Ringer-Europameisterschaften 2015 U 23 in Wałbrzych    | bis 55 kg      | nach einem g über Klaudia Krukowska, Polen und einer Niederlage gegen Salina Sidakowa, Belarus |
| 2015 | 2.    | Großer Preis von Deutschland in Dormagen               | bis 53 kg      | hinter Sofia Mattsson, Schweden, vor Mercedesz Denes, Ungarn und Mélanie Lesaffre, Frankreich |
| 2015 | 8.    | WM in Las Vegas                                        | bis 53 kg      | nach Siegen über Mercedesz Denes und Tina Ylinen, Finnland und einer Niederlage gegen Babita Kumari, Indien |
| 2016 | 3.    | EM in Riga                                             | bis 53 kg      | nach Siegen über Anschela Dorogan, Aserbaidschan und Biljana Dudowa, Bulgarien, einer Niederlage gegen Sofia Mattsson und einem Sieg über Estera Dobre, Rumänien                                                      |
| 2016 | 2.    | Olympia-Qualif.-Turnier in Zrenjanin                   | bis 53 kg      | nach Siegen über Wanessa Kaladschinskaja, Belarus, Maria Prevolaraki, Griechenland und Julija Blahynja, Ukraine und einer Niederlage gegen Katarzyna Krawczyk, Polen                                                  |
| 2016 | 14.   | OS in Rio de Janeiro                                   | bis 53 kg      | nach einer Niederlage gegen Zhong Xuechan, China |
| 2017 | 3.    | EM in Novi Sad                                         | bis 53 kg      | nach einem Sieg über Fikrire Gök, Türkei, einer Niederlage gegen Natalja Malyschewa, Russland und einem Sieg über Ana Randelovic, Serbien                                                                             |
| 2017 | 2.    | Großer Preis von Deutschland in Dormagen               | bis 53 kg      | hinter Jessica Anne Marie MacDonald, Kanada, vor Katerina Pichkowska, Belarus und Samantha Stewart, Kanada |
| 2017 | 14.   | WM in Paris                                            | bis 53 kg      | nach einer Niederlage gegen Otgontsetseg Davaasuch, Mongolei |
| 2018 | 9.    | EM in Kaspiisk                                         | bis 53 kg      | nach einer Niederlage gegen Aysun Erge, Türkei |
| 2018 | 1.    | Militär-WM in Moskau                                   | bis 53 kg      | nach Siegen über Otgonjargal Ganbaatar, Mongolei, Tatjana Waransowa, Aserbaidschan, Milana Dadaschewa, Russland und Liao Rong, China                                                                                  |
| 2018 | 8.    | WM in Budapest                                         | bis 53 kg      | nach einem Sieg über wanessa Kaladschinskaja und einer Niederlage gegen Diana Weicker, Kanada |
| 2019 | 12.   | Großer Preis von Deutschland in Dormagen               | bis 53 kg      | Siegerin: Diana Weicker vor Sofia Mattsson |
| 2019 | 8.    | Intern. Turnier in Minsk                               | bis 53 kg      | Siegerin: Julija Blahynja Chawaldschny vor Kristina Bereza, beide Ukraine |
| 2019 | 3.    | Europaspiele in Minsk                                  | bis 53 kg      | nach Siegen über Florine Maria Schedler, Österreich und Wanessa Kaladschinskaja, einer Niederlage gegen Sofia Mattsson und einem Sieg über Zeynep Bereza, Ukraine                                                     |
| 2019 | 3.    | „Yasar-Dogu“-Memorial in Istanbul                      | bis 53 kg      | nach einer Niederlage gegen Vinesh Vinesh, Indien und Siegen über Natalja Malyschewa, Russland und Irina Husjak, Ukraine                                                                                              |

## Deutsche Meisterschaften
(nur Seniorenbereich)
| Jahr | Platz | Gewichtskl. | Ergebnis |
| 2011 | 1.    | bis 48 kg   | vor Jasmin Sefidroudi, TV Aachen-Walheim, Annika Hofmann, RSV Frankfurt (Oder) u. Jaqueline Schellin, TV Mühlacker |
| 2012 | 1.    | bis 51 kg   | vor Luisa Niemesch, SV Germania Weingarten, Katrin Henke, SAV Torgelow und Eva Sauer, VfK Schifferstadt            |
| 2013 | 7.    | bis 55 kg   | Siegerin: Eva Sauer, VfK Schifferstadt vor Michelle Lipfert, KSV Witten 07                                         |
| 2015 | 2.    | bis 53 kg   | hinter Eileen Friedrich, RSV Frankfurt (Oder)                                                                      |
| 2017 | 1.    | bis 53 kg   | vor Ellen Riesterer, SC Unterföhring und Jaqueline Schellin                                                        |
| 2018 | 1.    | bis 53 kg   | vor Annika Wendle, ASV Altenheim, Jenny Hast, RLZ Aschaffenburg und Eva Sauer, VfK 07 Schifferstadt                |
| 2019 | 1.    | bis 53 kg   | vor Emilie Haase, RV Thalheim, Annika Wendle und Angelika Purschke, SV Warnemünde                                  |

Erläuterungen
- alle Wettkämpfe im freien Stil
- OS = Olympische Spiele, WM = Weltmeisterschaft, EM = Europameisterschaft
- KG = Körpergewicht